# SC Borussia 08 Rheine
SC Borussia 08 Rheine was een Duitse voetbalclub uit Rheine, Noordrijn-Westfalen.

## Geschiedenis
De club werd opgericht in 1908 als 1. Rheiner FC Borussia 08. De club was aangesloten bij de West-Duitse voetbalbond en speelde in de Westfaalse competitie. In 1919 sloot  Gymnasialsportverein Rheine zich bij de club aan. In 
In 1920/21 speelde de club voor het eerst in de hoogste klasse, maar degradeerde na één seizoen weer. In 1923 fuseerde de club met SC Rheine en nam zo de naam SC Borussia 08 Rheine aan. De club was ook opnieuw gepromoveerd en werd vierde op 8 clubs in de westgroep van de competitie. Na dit seizoen werden beide groepen samengevoegd en omdat de westgroep als zwakker bevonden werd kwalificeerde zich enkel de top drie hiervoor. In 1926 promoveerde de club opnieuw. De competitie bestond ook weer uit twee reeksen en de club werd groepswinnaar. In de finale om de titel verloren ze met duidelijke cijfers van DSC Arminia Bielefeld, maar hierdoor mocht de club wel naar de West-Duitse eindronde, waar ze in de middenmoot eindigden. Het volgende seizoen werd de club opnieuw groepswinnaar. In de finale tegen VfB 03 Bielefeld wonnen beide clubs waardoor er een derde wedstrijd kwam die Rhein won en zo kampioen werd. In de eindronde werd Borussia slechts vijfde op zeven clubs. Na een plaats in de middenmoot werd de club in 1930 vicekampioen. In de eindronde versloeg de club Schwarz-Weiß Essen en verloor in de tweede ronde van Fortuna Düsseldorf. Ook in 1931 plaatste de club zich als vicekampioen voor de eindronde. Na een overwinning op SV Germania 06 Bochum kregen ze een 6-2 pak slaag van Sportfreunde Schwarz-Weiß Barmen. De volgende twee seizoenen behaalde de club tegenvallende resultaten en hierdoor slaagde de club er niet in om zich, na de competitiehervorming van 1933, te kwalificeren voor de Gauliga Westfalen. 
In 1940/41 speelde de club de eindronde om te promoveren en eindigde op gelijke hoogte met VfL Altenbögge, maar miste de promotie door een slechter doelsaldo. In 1944 kon de club wel de promotie afdwingen, maar verzaakte hier uiteindelijk aan. De competitie werd sowieso al na enkele speeldagen stopgezet vanwege de gebeurtenissen in de Tweede Wereldoorlog. Na de oorlog werd de club een liftploeg tussen de Landes- en Bezirksliga. 
Op 22 juni 1969 fuseerde de club met VfL 1926 Rheine tot Rot-Weiß Rheine dat in 1971 op zijn beurt fuseerde met FC Rheine tot VfB Rheine dat in 1994 fuseerde met SG Eintracht Rheine tot FC Eintracht Rheine.

## Erelijst
Kampioen Westfalen
1928